# Kroppsvisitation
Kroppvisitation, även kallat kroppsvisitering, är ett tvångsmedel enligt svensk rätt
Begreppet kroppsvisitation definieras i 28 kap 11 § rättegångsbalken.
| ” | Med kroppsvisitation avses en undersökning av kläder och annat som någon bär på sig samt av väskor, paket och andra föremål som någon har med sig. | „ |

Enligt 2 kap 6 § regeringsformen är det en grundläggande fri- och rättighet för svenska medborgare att vara skyddad mot kroppsliga ingrepp som kroppsvisitation. Detsamma gäller utlänningar som vistas i Sverige. Undantag från skyddet mot kroppsvisitation finns i olika lagar.

## Förekomst
I Storbritannien förekommer kroppsvisitering under namnet stop and search. Samma företeelse benämns stop and frisk eller Terry stop i USA.

## Sverige

### Rättegångsbalken
Kroppsvisitation får beslutas med stöd av rättegångsbalken endast av person som kan misstänkas för brott som kan medföra fängelsestraff:
- för att söka efter föremål som kan tas i beslag eller förvar
- för att utröna omständigheter som kan vara av betydelse för utredning om brottet
- förverkande av utbyte av brottslig verksamhet

Annan än den som skäligen kan misstänkas för brottet får kroppsvisiteras, om det finns synnerlig anledning att anta att det därigenom kommer att anträffas föremål som kan tas i beslag eller att det annars är av betydelse för utredningen om brottet.

### Polis
En polisman, eller skyddsvakt som med laga stöd griper eller frihetsberövar någon får enligt 19 § polislagen kroppsvisitera någon i den utsträckning som är nödvändig
1. av säkerhetsskäl för att vapen eller andra farliga föremål ska kunna tas om hand, eller
2. för att hans identitet skall kunna fastställas

En polisman får också kroppsvisitera någon för att söka efter vapen eller brottsverktyg eller föremål som kan antas bli förverkade.

### Tull och Kustbevakning
Tjänstemän vid Tullverket och Kustbevakningen har samma befogenheter som polismän att utföra kroppsvisitation på den som är misstänkt för brott.
Dessutom får tulltjänsteman visitera personer vid in- och utresa från Sverige för att söka efter egendom som kan tas i beslag på grund av brott. En chefstjänsteman vid tullverket kan också besluta om "särskild kontroll". Det innebär kroppsvisitation av alla resande som anländer med ett visst transportmedel eller under en viss tidsperiod anländer eller avreser från en viss ort. Särskild kontroll får genomföras endast om:
1. det finns misstanke om grov smuggling eller grov narkotikasmuggling men det
2. saknas tillräckligt med information för att kunna peka ut en enskild person.

Kroppsvisitation av kvinnor får inte genomföras eller bevittnas av andra än kvinnor, läkare eller legitimerade sjuksköterskor.

### Domstol
Enligt lagen (1981:1064) om säkerhetskontroll i domstol kan domstolens chef eller annan lagfaren domare besluta om säkerhetskontroll i en domstol eller vid en särskild rättegång. Detta är vanligt i mål där det finns en särskild hotbild. 
Polis och ordningsvakter får då visitera besökare för att leta efter "vapen och andra föremål som är ägnade att komma till användning vid brott".
Kroppsvisitation som är av mera väsentlig omfattning ska verkställas i enskilt rum och om möjligt i vittnes närvaro. Kroppsvisitation får verkställas eller bevittnas endast av person, som är av samma kön som den som visiteras, om undersökningen inte sker genom metalldetektor eller liknande anordning.
Den som vägrar underkasta sig visitationen får inte komma in i de lokaler som omfattas av säkerhetskontrollen. Rättens ledamöter, advokater och åklagare omfattas inte av kravet på kroppsvisitation.

### Skyddsobjekt
Enligt skyddslagen (2010:305) kan vissa anläggningar, områden, fartyg eller luftfartyg förklaras som skyddsobjekt.
Den som vill ha tillträde till ett skyddsobjekt eller som uppehåller sig invid ett skyddsobjekt är skyldig att på begäran av den som bevakar skyddsobjektet:
- uppge namn, födelsetid och hemvist,
- underkasta sig kroppsvisitation som inte avser brev eller annan enskild handling och finna sig i undersökning av fordon, fartyg och luftfartyg.

Kroppsvisitation, som är av mera väsentlig omfattning, skall såvitt möjligt genomföras inomhus i ett avskilt rum och i vittnes närvaro.
Kroppsvisitation av kvinnor får inte utan synnerliga skäl genomföras eller bevittnas av andra än kvinnor, läkare eller legitimerade sjuksköterskor. Ytlig kroppsvisitation som bedöms nödvändig av säkerhetsskäl och som endast avser sökande efter vapen eller andra farliga föremål får dock genomföras i annan ordning.

### Häkten och kriminalvårdsanstalter
Enligt häkteslagen (2010:611) får kroppsvisitation ske av den som häktats eller anhållits – om det inte är uppenbart onödigt – för att söka efter föremål som han eller hon inte får inneha.
Dessutom får det utföras kroppsvisitationer under den tid personen vistas där för att leta efter otillåtna föremål. Dessa kroppsvisitationer kan ske stickprovsvis eller efter till exempel permission, besök eller om det finns anledning att tro att personen har otillåtna föremål. Personer, till exempel anhöriga, som besöker häkten eller kriminalvårdsanstalter kan tvingas att genomgå kroppsvisitation innan de får tillträde.

### Isolerade enligt smittskyddslagen
Enligt smittskyddslagen (2004:168) kan person, som ska isolera enligt 1 eller 3 §§, kroppsvisiteras för kontroll av att den isolerade inte bär på sig:
1. narkotika, alkoholhaltiga drycker, andra berusningsmedel eller sådana varor som omfattas av lagen (1999:42) om förbud mot vissa hälsofarliga varor
2. sådana medel som avses i lagen (1991:1969) om förbud mot vissa dopningsmedel
3. injektionssprutor eller kanyler som kan användas för insprutning i människokroppen
4. andra föremål som är särskilt ägnade att användas för missbruk av eller annan befattning med narkotika
5. annan egendom som kan skada honom eller henne själv eller någon annan eller vara till men för ordningen på vårdinrättningen.

### Särskild utlänningskontroll
Enligt lagen (1991:572) om särskild utlänningskontroll kan förvar av utlänning beslutas. Säpo svarar för att sådant beslut verkställs. För dem som tagits i förvar gäller samma regler som för häktade.

### Offentliga tillställningar
Enligt 2 kap 32 § ordningslagen (1993:1617) får en polisman genomföra kroppsvisitation vid en offentlig tillställning eller en allmän sammankomst för att söka efter spritdrycker, vin eller starköl. Kroppsvisitation får vidtas endast om det finns anledning att anta att den som skall visiteras medför sådana drycker till tillställningen.

#### Skyddsvisitation
Skyddsvisitation är en benämning på en typ av enklare kroppsvisitation som utförs av säkerhetsskäl. Rätten att utföra skyddsvisitation regleras i 19 § polislagen. En polisman som med laga stöd griper eller annars omhändertar eller avlägsnar någon får i anslutning till ingripandet kroppsvisitera denne i den utsträckning som är nödvändig
1. av säkerhetsskäl för att vapen eller andra farliga föremål skall kunna tas om hand
2. för att hans identitet skall kunna fastställas

Skyddsvisitationen är alltså endast till för att hitta farliga föremål och den får inte göras mer omfattande än vad syftet kräver. Vanligtvis innefattar den att man känner utanpå kläder och tittar och känner i fickor. Sådana föremål som påträffas och som kan vara farliga får tas ifrån personen.
Även andra än polismän får utföra en kroppsvisitation/skyddsvisitation enligt 19 § polislagen. Enligt 29 § gäller samma regler för alla som med laga stöd utför ett frihetsberövande eller avlägsnande. Det kan alltså vara tull- och kustbevakningstjänstemän, skyddsvakter eller ordningsvakter. Även privatpersoner kan utföra denna typ av visitation om det gjort ett så kallat "envarsgripande" enligt rättegångsbalkens 24 kapitel 7 §.

## Brottsförebyggande metod
Kroppsvisitation används ibland av poliser i brottsförebyggande syfte. Tanken är att avskräcka brott genom att till exempel upprätta vissa områden där poliser har större befogenheter att visitera människor. I Sverige fick polismyndigheten i april 2024 befogenhet att införa visitationszoner (även kallat säkerhetszoner), som är ett område där polis utan brottsmisstanke kan visitera personer som befinner sig på allmän plats inom zonen. Befogenheten gäller även möjligheten för polis att visitera barn.
Det är tveksamt om metoden har någon större effekt för att förebygga våldsbrott. Enligt en brittisk studie från 2024 hade metoden en låg effektivitet i att förhindra våldsbrott jämfört med alternativa metoder. Alternativa metoder med högre effektivitet var bland annat fokuserad avskräckning och högre polistäthet i våldsutsatta områden, men även mentorskap och avledande aktiviteter för personer med risk att begå våldsbrott visade sig ha en högre effektivitet jämfört med kroppsvisitering. Fokuserad avskräckning visade sig minska våldsamma incidenter med 33%, medan kroppsvisitation reducerade antalet med 5%. Enligt en brittisk studie från 2022 såg man marginella effekter av kroppsvisitation gällande narkotikabrottslighet, vapenbrott och våldsbrott. Studien såg att det fanns en blandad men ändå signifikant effekt på egendomsbrott i vissa fall. Man kunde även se en viss reducering av antisocialt beteende, något som troligen berodde på en ökad polisnärvaro på gatorna snarare än själva visitationsmomentet.

## Kroppsbesiktning
En kroppsvisitation omfattar sådant som en person bär med sig och på sig, alltså kläder och lösa föremål. Om man undersöker kroppen utvändigt eller invändigt kallas det kroppsbesiktning. Det kan vara att undersöka munhåla eller ändtarm. Även att ta prover som urinprov, blodprov eller DNA är kroppsbesiktning.

## Fotnoter
1. ↑  28 kap. 11 § 3 stycket Rättegångsbalken (1942:740)
2. ↑  2 kap. 6 § Regeringsformen (1974:152)
3. 1 2  Braakmann, Nils (2022-07-01). ”Does Stop and Search Reduce Crime? Evidence from Street-Level Data and a Surge in Operations Following a High-Profile Crime”. Journal of the Royal Statistical Society Series A: Statistics in Society 185 (3):  sid. 1370–1397. doi:10.1111/rssa.12839. ISSN 0964-1998. https://academic.oup.com/jrsssa/article/185/3/1370/7068916. Läst 6 mars 2025.
4. ↑  28 kap. 11 § Rättegångsbalken (1942:740)
5. ↑  28 kap. 11 § 2 stycket Rättegångsbalken (1942:740)
6. 1 2  19 § Polislagen (1984:387)
7. ↑  27 § Lagen (2000:1225) om straff för smuggling
8. ↑  28 § Lagen (2000:1225) om straff för smuggling
9. ↑  29 § Lagen (2000:1225) om straff för smuggling
10. ↑  5 § Lagen (1981:1064) om säkerhetskontroll i domstol
11. ↑  9 § Lagen (1981:1064) om säkerhetskontroll i domstol
12. ↑  6 § Lagen (1981:1064) om säkerhetskontroll i domstol
13. ↑  3 § Lagen (1981:1064) om säkerhetskontroll i domstol
14. ↑  3 § Skyddslagen (2010:305)
15. ↑  10 § Skyddslagen (2010:305)
16. ↑  15 § 2 stycket Skyddslagen (2010:305)
17. ↑  15 § 3 stycket Skyddslagen (2010:305)
18. ↑  4 kap. 2 § Häkteslagen (2010:611)
19. ↑  4 kap. 3 § Häkteslagen (2010:611)
20. ↑  3 kap. 3 § Häkteslagen (2010:611)
21. ↑  5 kap. 14 § Smittskyddslagen (2004:168)
22. ↑  8a § 3 stycket Lagen (1991:572) om särskild utlänningskontroll
23. ↑  2 kap. 32 § Ordningslagen (1993:1617)
24. ↑  27 kap. 4 § Rättegångsbalken (1942:740)
25. ↑  Nyheter, S. V. T. (25 april 2024). ”Nu får polisen rätt att upprätta visitationszoner i Uppsala”. SVT Nyheter. https://www.svt.se/nyheter/lokalt/uppsala/nu-far-polisen-ratt-att-uppratta-visitationszoner-i-uppsala. Läst 26 april 2024.
26. ↑  ”Detta är visitationszoner”. www.aftonbladet.se. 8 februari 2024. https://www.aftonbladet.se/a/wAaQp1. Läst 26 april 2024.
27. ↑  Dodd, Vikram; Police, Vikram Dodd; correspondent, crime (20 augusti 2024). ”Stop and search study in England and Wales ‘casts doubt’ on effectiveness” (på brittisk engelska). The Guardian. ISSN 0261-3077. https://www.theguardian.com/law/article/2024/aug/21/stop-and-search-study-in-england-and-wales-casts-doubt-on-effectiveness. Läst 6 mars 2025.